# Hayate (Shinkansen)
Pour les articles homonymes, voir Hayate.
Le Hayate (はやて) est le nom d'un service de train à grande vitesse japonais du réseau Shinkansen développé par la JR East et la JR Hokkaido sur les lignes Shinkansen Tōhoku et Hokkaidō. Son nom signifie rafale en japonais.

## Gares desservies
Mis en place pour le prolongement de la ligne Shinkansen Tōhoku à Hachinohe le 1er décembre 2002, ce service reliait jusqu'en 2019 les gares de Tokyo, Morioka et Shin-Hakodate-Hokuto. Depuis le 17 mars 2019, le service est limité entre Morioka et Shin-Hakodate-Hokuto.
| Nom des gares        |
| -------------------- |
| Morioka              |
| Ninohe               |
| Hachinohe            |
| Shichinohe-Towada    |
| Shin-Aomori          |
| Okutsugaru-Imabetsu  |
| Kikonai              |
| Shin-Hakodate-Hokuto |

## Matériel roulant
Les services Hayate sont effectués par les Shinkansen E5 et H5. Jusqu'en 2019, ils étaient également effectué par des Shinkansen E2.

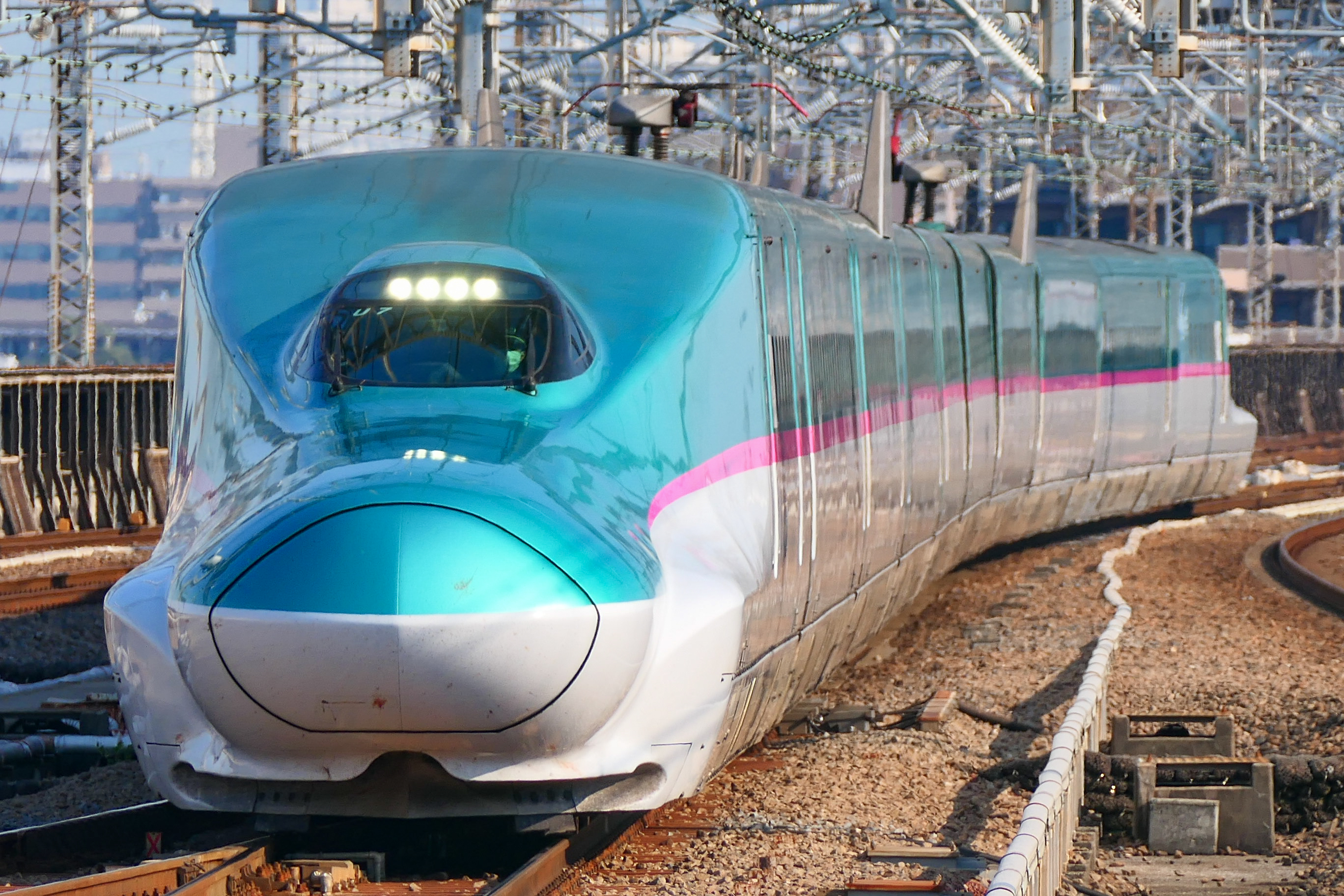
Shinkansen série E5
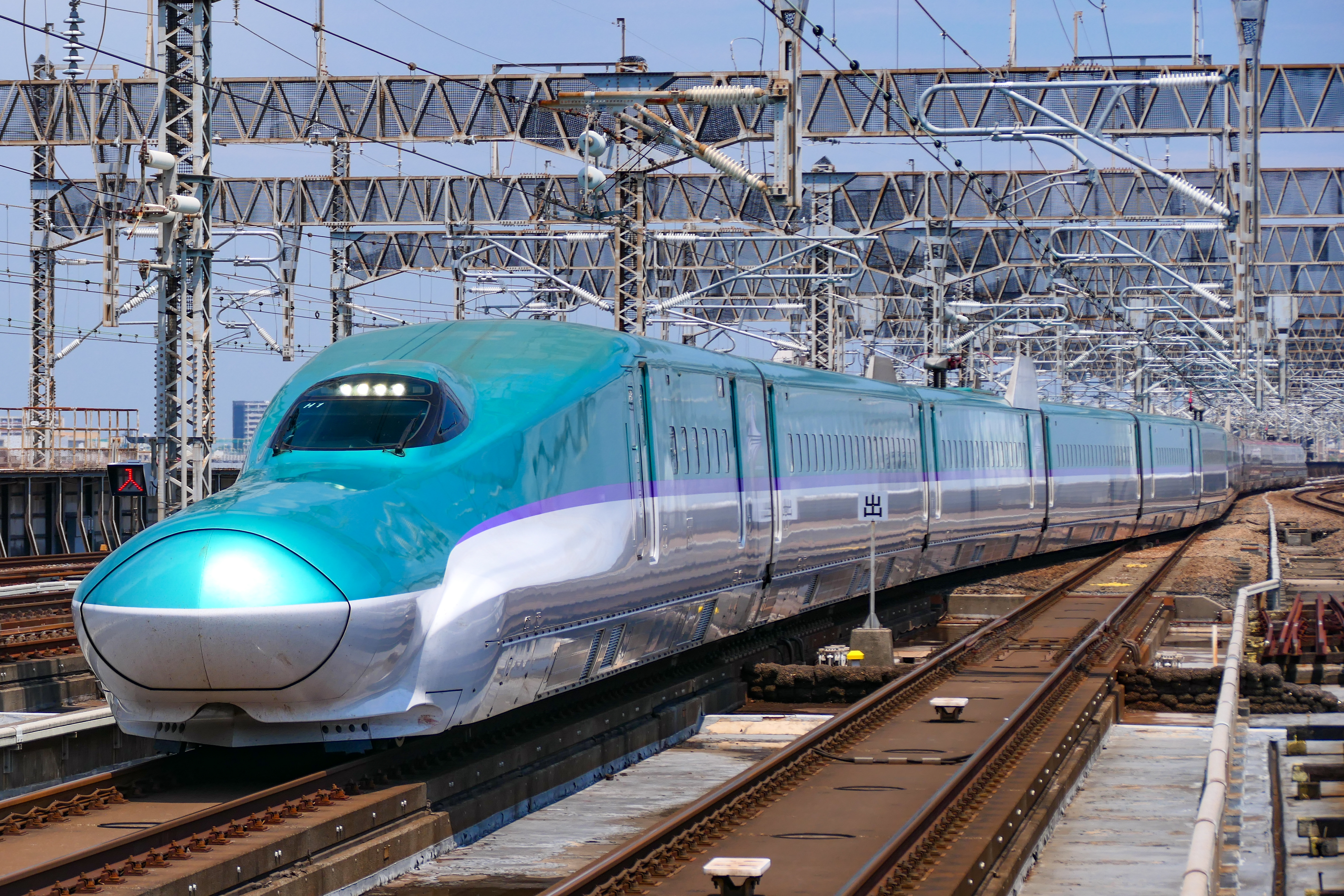
Shinkansen série H5